# サン・カンディド
サン・カンディド（イタリア語: San Candido ; ドイツ語: Innichen イニヒェン）は、イタリア共和国トレンティーノ＝アルト・アディジェ州ボルツァーノ自治県にある人口約3,300人の基礎自治体（コムーネ）。
オーストリア領東チロル（チロル州リエンツ郡）との境界に位置するコムーネで、鉄道と道路が国境を越える。

## 地理

### 位置・広がり
ボルツァーノ自治県東部、アルタ・プステリア地方 (it:Alta Pusteria) のコムーネで、オーストリアとの国境に位置する。ブルーニコから東南東へ約27km、リエンツから西南西へ約38km、県都ボルツァーノから東北東へ約75km、州都トレントから北東へ約115kmの距離にある。

#### 隣接コムーネ
隣接するコムーネは以下の通り。括弧内のAT-7は、オーストリア・チロル州所属を示す。
- Innervillgraten (AT-7) - 北
- Sillian (AT-7) - 東
- セスト - 南東
- ドッビアーコ - 西

### 地勢
サン・カンディドとドッビアーコの間にアルプスの分水界があり、その東に位置するサン・カンディドは、ドナウ川の集水域となっている。町内に源を発するドラーヴァ川（ドラウ川）はドナウ川の支流である。
市街の南方には、バランチ山 / ハウノルド山 (Baranci / Haunold, 2966m) をはじめとするハウノルド山群 (de:Haunoldgruppe) の山々がそびえる。この山地はドロミティ山地の一角に当たる。

パノラマ

- バランチ山
- ドラーヴァ川水源を示す木札
- セスト川（ドラーヴァ川支流）
- 町
- ユキ

## 歴史

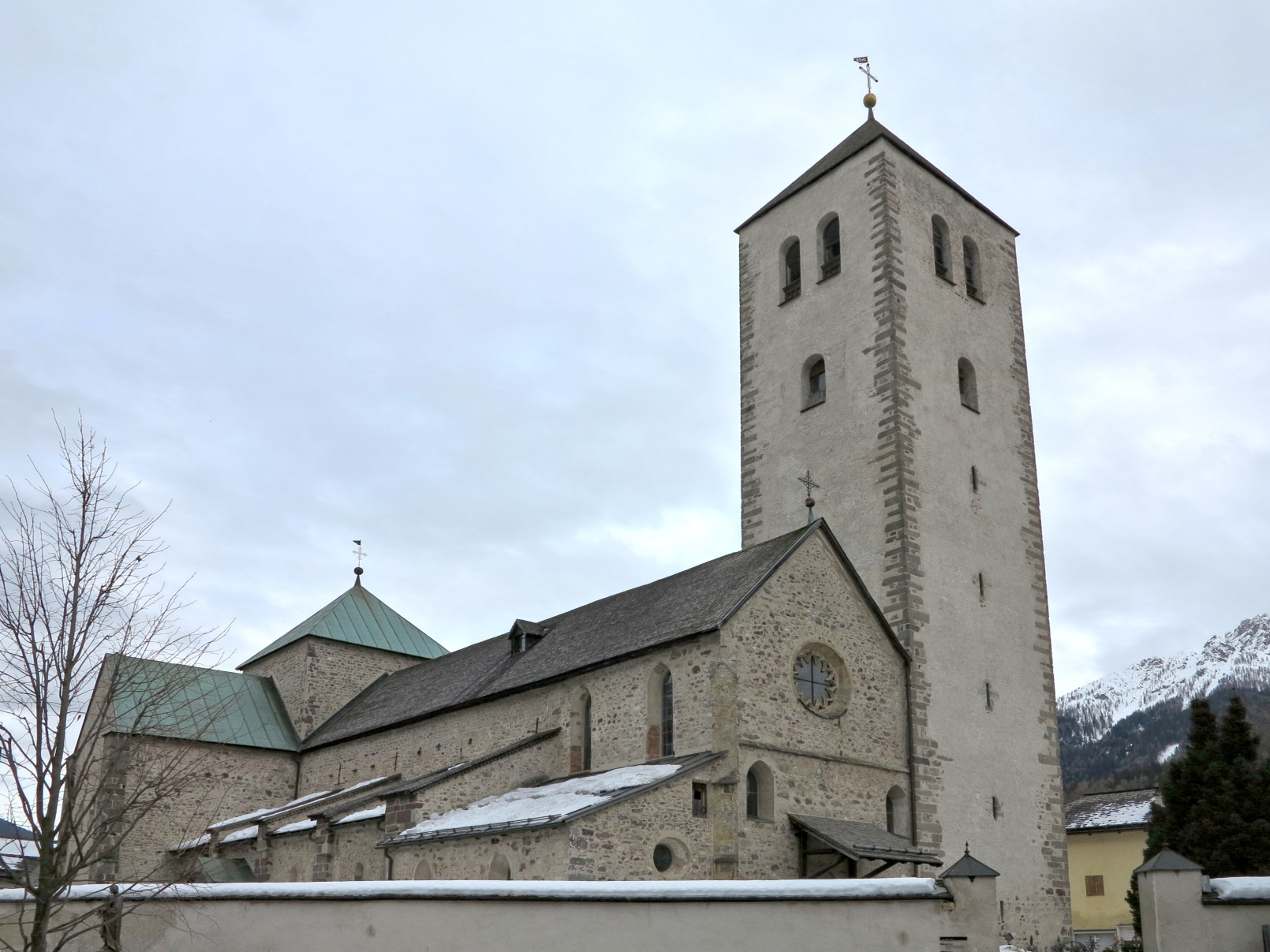
サン・カンディド修道院

8世紀にサン・カンディド修道院 (Innichen Abbey) が建設された。当時、この地域はフライジングの司教領 (Prince-Bishopric of Freising) に含まれていた。修道院そのものは1785年に閉鎖された。
1691年にはフランシスコ会の修道院が建設され、こちらは現在も存続している。
1803年の帝国代表者会議主要決議により、フライジング司教領の「世俗化」が行われ、この地域はチロル伯領 (County of Tyrol) （ハプスブルク君主国の一部）に含まれることとなった。第一次世界大戦後の1919年に結ばれたサン＝ジェルマン条約により、イタリア王国領となった。

## 行政

### 分離集落
サン・カンディドには、以下の分離集落（フラツィオーネ）がある。
- Monte San Candido, Versciaco di Sopra, Versciaco di Sotto, Versciaco, Prato alla Drava

### Comunità comprensoriale
ボルツァーノ自治県が設けた行政区画 Comunità comprensoriale では、ヴァル・プステリア / プスタータール  (Puster Valley) （中心地: ブルーニコ）に属する。

## 住民

### 言語
| 言語集団調査（2011年） | 言語集団調査（2011年） | 言語集団調査（2011年） | 言語集団調査（2011年） | 言語集団調査（2011年） |
| ---------------------- | ---------------------- | ---------------------- | ---------------------- | ---------------------- |
|                        |                        |                        |                        |                        |
| ドイツ語               | ドイツ語               |                        | 85.06%                 | 85.06%                 |
| イタリア語             | イタリア語             |                        | 14.64%                 | 14.64%                 |
| ラディン語             | ラディン語             |                        | 0.30%                  | 0.30%                  |

2011年に行われた、住民がドイツ語・イタリア語・ラディン語のいずれの「言語集団」に属するかの調査によれば（ボルツァーノ自治県#言語集団調査参照）、住民の約85%がドイツ語話者であり、イタリア語話者も約15%いる。

## 交通

### 鉄道

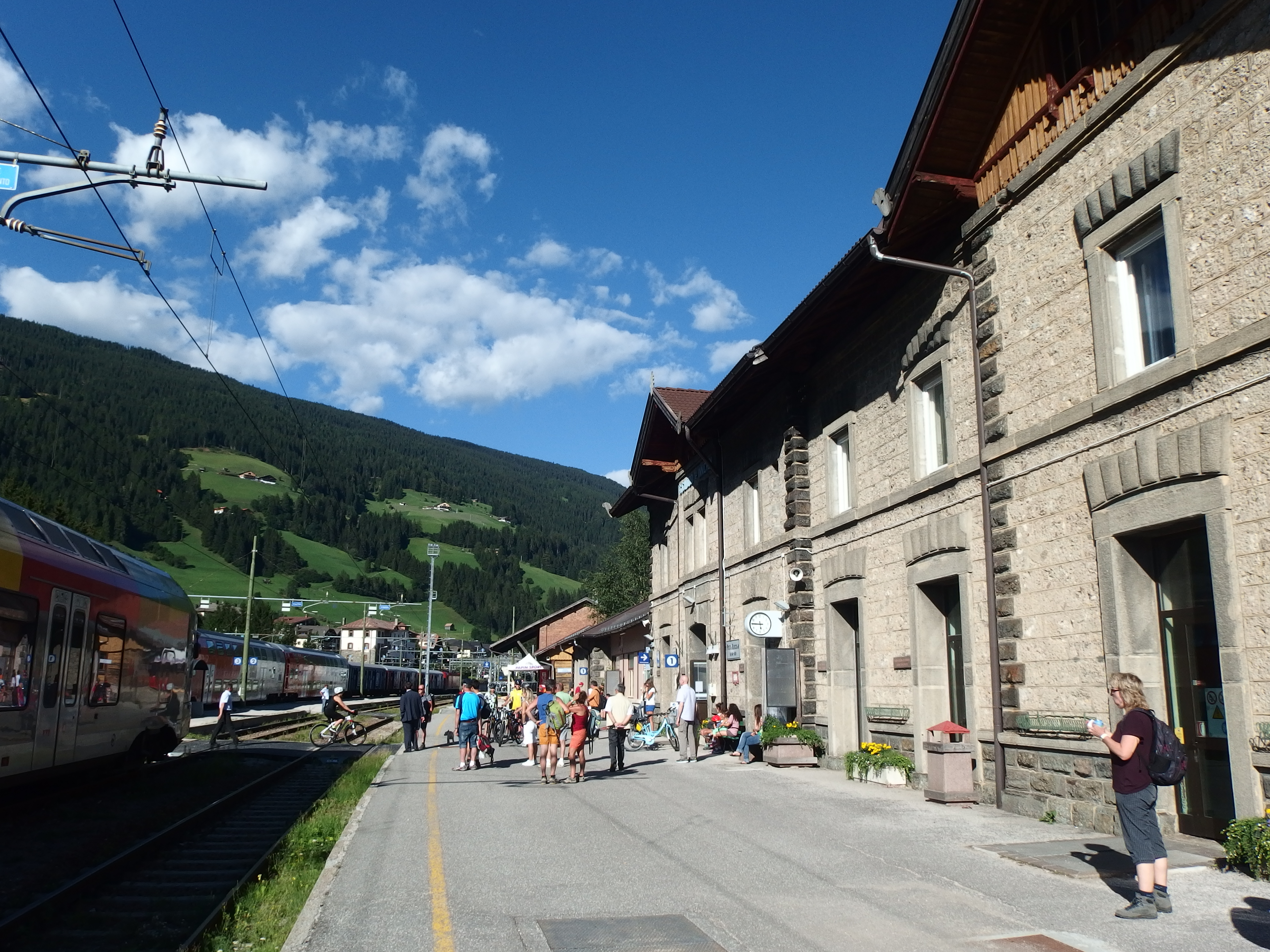
サン・カンディド駅

- ヴァル・プステリア線 (it:Ferrovia della Val Pusteria) 
〔フォルテッツァ - ブルーニコ〕 - サン・カンディド
- サン・カンディド＝マリボル線 (it:Ferrovia San Candido-Maribor) （オーストリア国鉄ドラウ谷線）
サン・カンディド - 〔リエンツ - クラーゲンフルト - マリボル〕

イタリアの鉄道路線はサン・カンディド駅 (it:Stazione di San Candido) でオーストリア国鉄ドラウ谷線と接続する。

### 道路
国道
- SS49  (it:Strada statale 49 della Pusteria) 
〔ブレッサノーネ - ドッビアーコ〕 - サン・カンディド - プラート・アッラ・ドラヴァ (it:Prato alla Drava) （国境）
- SS52  (it:Strada statale 52 Carnica) 
サン・カンディド - 〔セスト - サント・ステーファノ・ディ・カドーレ - フォルニ・ディ・ソプラ - トルメッツォ - …〕

サン・カンディドの市街を貫いて東西にSS49号線ヴァル・プステリア街道が走る。SS49号線はプラート・アッラ・ドラヴァにおいて、オーストリア国道B100号線（ドラウ谷街道） (de:Drautal Straße) に接続し、東にリエンツに至る。
SS49号線からは東南にSS52号線が分かれる。SS52号線はセストからカドーレ谷（ベッルーノ県北東部）を経由しカルニア地方（ウーディネ県北西部）に至る。

## 姉妹都市
- フライジング、ドイツ 1969年